# Jedne noći u Istanbulu (2014.)
Jedne noći u Istanbulu, britanska športska komedija iz 2014. godine. 

## Sažetak
Tommy i Gerry su dvojica taksista iz Liverpoola, navijača istoimenog kluba. Životni san im je otići na nogometno finale u Istanbul i zbližiti se sa svojim sinovima. Radi ostvarivanja te želje upustili su se u posao s mjesnim kriminalcima. U Istanbulu upadaju u niz nezgodnih situacija.